# 1220

## Narození
Česko
- ? – Smil z Lichtenburka, český šlechtic († 1269)
- ? – Měšek II. Opolsko-Ratibořský, opolský a ratibořský kníže († 1246)

Svět
- 30. května – Alexandr Něvský, kníže novgorodský († 14. listopadu 1263)
- 11. listopadu – Alfons z Poitiers, francouzský princ, hrabě z Poitiers a Toulouse († 1271)
- ? – Jana z Toulouse, hraběnka z Toulouse († 25. srpna 1271)
- ? – Markéta z Baru, lucemburská hraběnka a namurská markraběnka († 23. listopadu 1273)
- ? – Robert VI. de Brus, skotský regent († 3. května 1295)
- ? – Přemysl I. Velkopolský, velkopolský kníže († 4. června 1257)

## Úmrtí
- 23. ledna – Bohuslav II. Pomořanský, pomořanský vévoda (* cca 1177)
- 17. února – Theobald I. Lotrinský, lotrinský vévoda (* cca 1191)
- 25. února – Albrecht II. Braniborský, braniborský markrabě (* cca 1150)
- 15. dubna – Adolf I. z Alteny, kolínský arcibiskup (* cca 1157)
- 8. května – Rixa Dánská, švédská královna jako manželka Erika X. (* asi 1180)
- 3. listopadu – Urraca Kastilská, portugalská královna jako manželka Alfonse II. (* 1186)
- Guy z Montfortu, hrabě z Bigorre (* ?)

## Hlava státu
- České království – Přemysl Otakar I.
- Svatá říše římská – Fridrich II.
- Papež – Honorius III.
- Anglické království – Jindřich III. Plantagenet
- Francouzské království – Filip II. August
- Polské knížectví – Lešek I. Bílý
- Uherské království – Ondřej II.
- Latinské císařství – Robert I.
- Nikájské císařství – Theodoros I. Laskaris